# Águas Formosas
Águas Formosas est une municipalité brésilienne de l'État du Minas Gerais et la microrégion de Nanuque.